# Molino dei Torti
Molino dei Torti (piemontesisch Molèj dij Tòrt) ist eine italienische Gemeinde in der Provinz Alessandria (AL), Region Piemont.

## Lage und Einwohner
Der Ort liegt etwa 25 km nordöstlich der Provinzhauptstadt Alessandria und etwa 95 km östlich der Regionalhauptstadt Turin in der klimatischen Einordnung italienischer Gemeinden in der Zone E, 2 546 GG. Molino dei Torti liegt bei 76 m s.l.m. und ist zusammen mit Isola Sant’Antonio (ebenfalls 76 m s.l.m.) der niedriggelegenste Ort im Piemont. Das Gemeindegebiet umfasst eine Fläche von 2 km² und hat 581 (Stand 31. Dezember 2023) Einwohner. Durch das Gemeindegebiet fließt der Fluss Scrivia, der kurz danach in den Po mündet. Sie Liegt an der Grenze zur lombardischen Provinz Pavia.
Die Nachbargemeinden sind Alzano Scrivia, Casei Gerola (PV), Castelnuovo Scrivia, Guazzora und Isola Sant’Antonio.

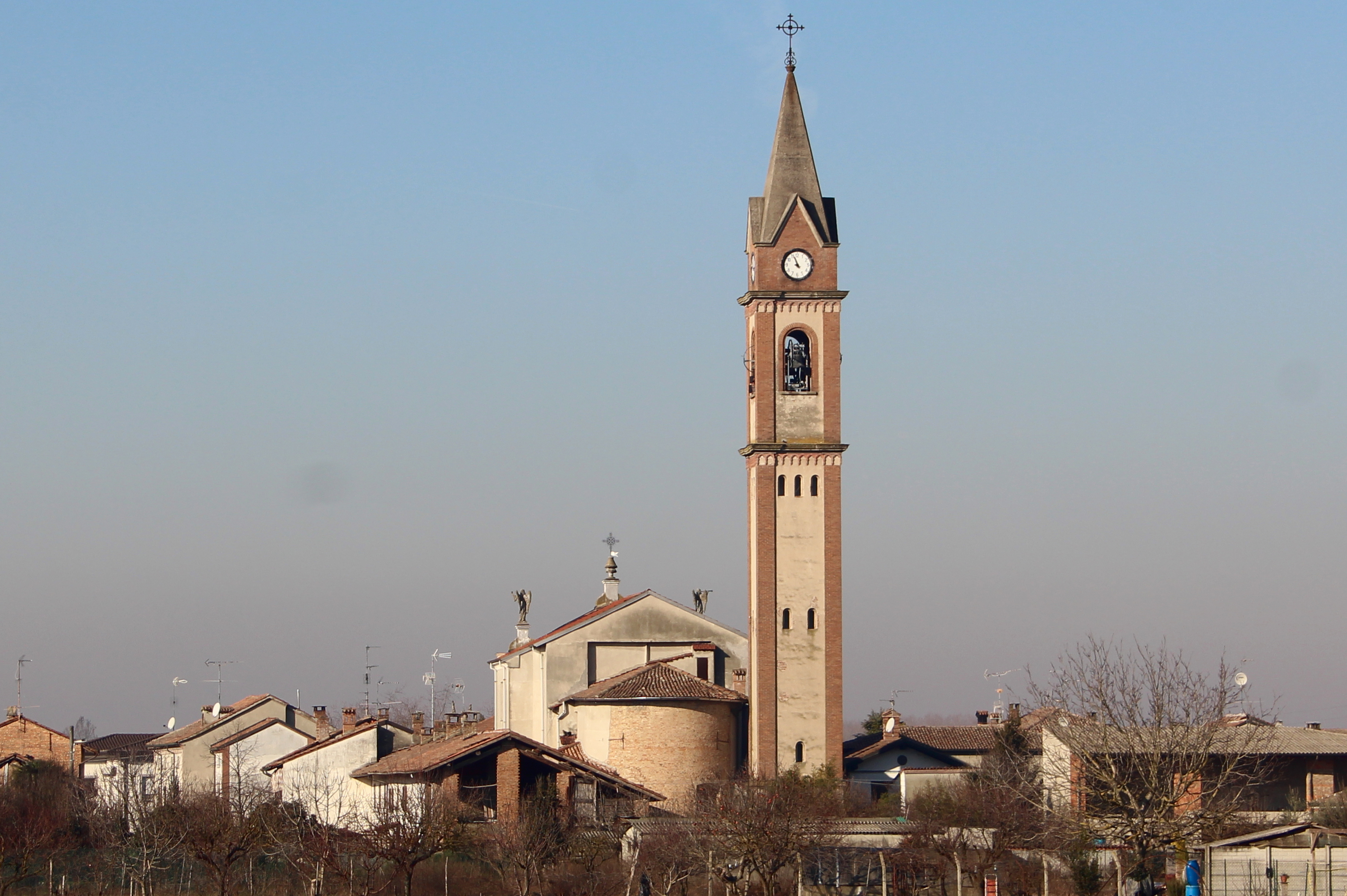
Molino dei Tori

## Geschichte

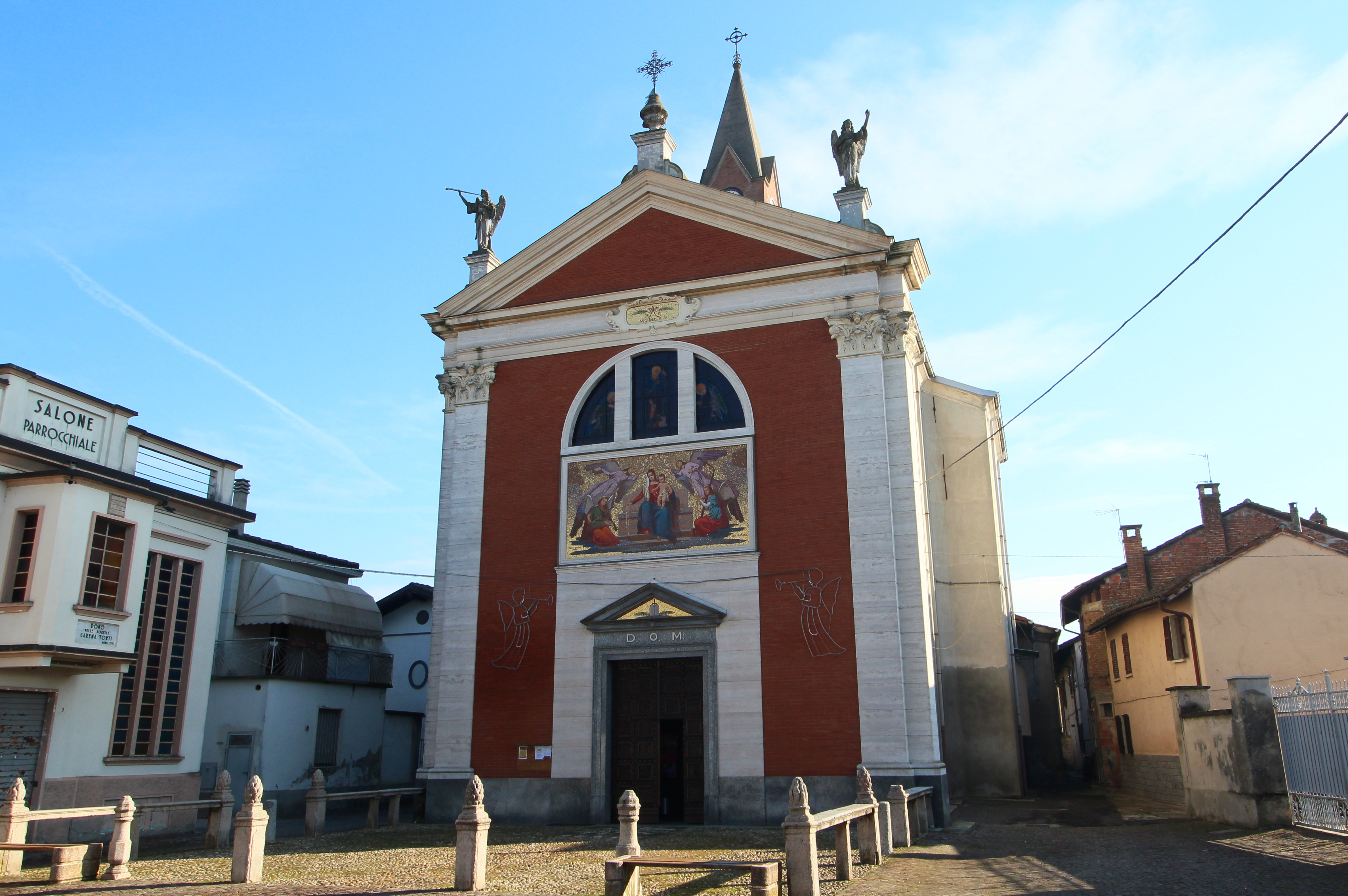
Die Kirche San Rocco

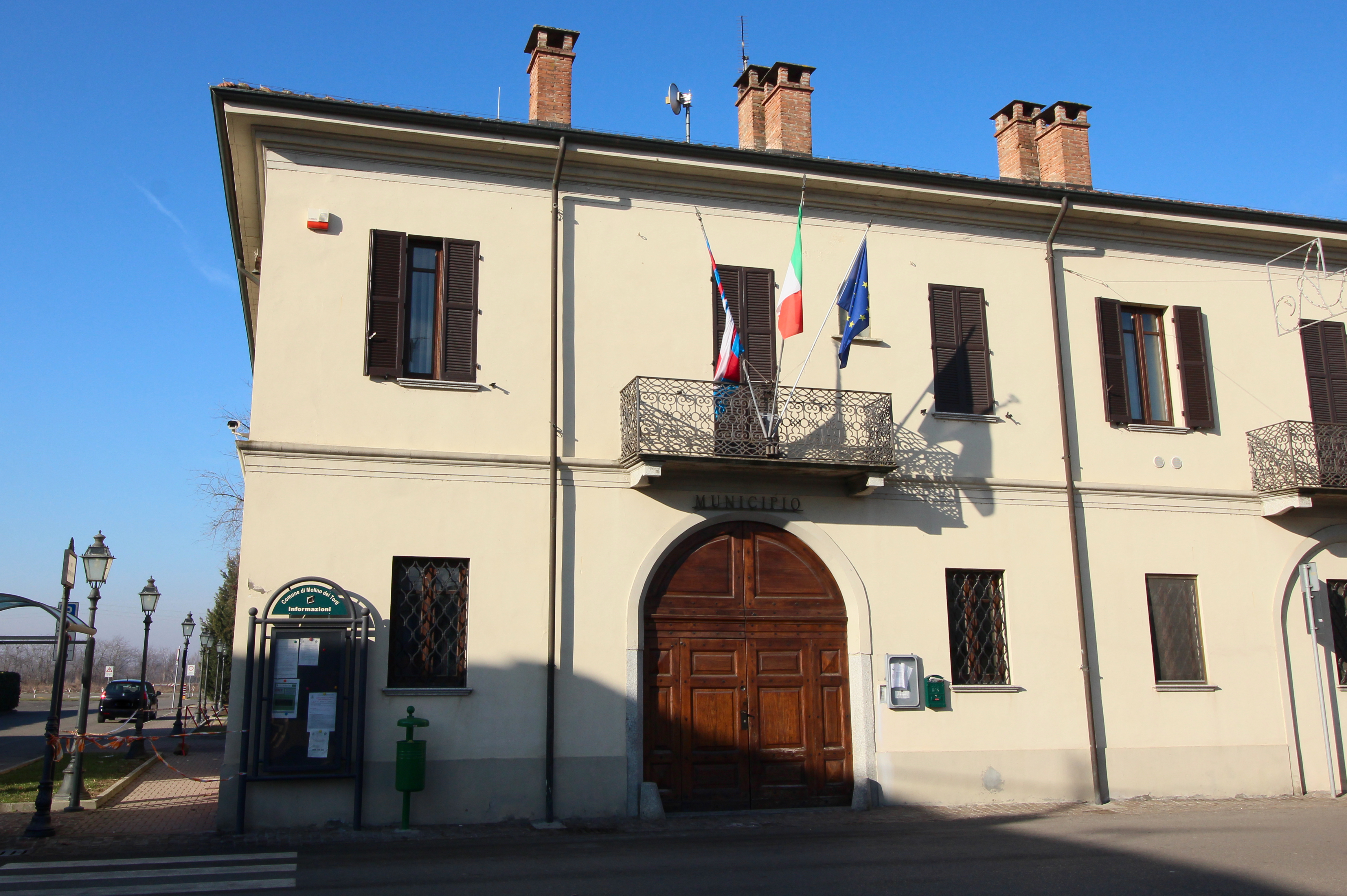
Gemeindeverwaltung

Der Ort entstand zunächst als Rotta dei Torti rechtsseitig der Scrivia nahe der Pomündung als Ortsteil von Castelnuovo Scrivia und war seit dem 5. Jahrhundert bekannt. Insbesondere die Überschwemmung Ende des 15. Jahrhunderts verursachte erhebliche Schäden an den Häusern und führte zur völligen Zerstörung einer Burg, die Quellen zufolge 1220 von Federico II. erbaut und später von Matteo Visconti restauriert wurde.
Die Pfarrgemeinde San Michele bestand seit dem 16. Jahrhundert und bestand bis 1887. 1788 wurde der Ort eigenständige Gemeinde. Nach den schwerwiegenden Überflutungen durch den Fluss Po 1801 und 1887 verlagerte sich der Hauptort nach Molino dei Torti (1443 durch Bosco d’Este als Untergebene von Castelnuovo Scrivia bestätigt), damals nur ein Ortsteil von Rotta dei Torti.

## Sehenswürdigkeiten
- San Rocco, Kirche im Ortskern, die am Anfang des 20. Jahrhunderts aus dem Oratorio di San Francesco entstand. Der Campanile entstand 1928.[6]